# Білка (Радомишльська міська громада)
Бі́лка — село в Україні, у Радомишльській міській територіальній громаді Житомирського району Житомирської області. Кількість населення становить 114 осіб (2001). У 1923—1985 роках — адміністративний центр однойменної сільської ради.

## Географія
Село розташоване на берегах річки Білка, правої притоки Тетерева, від якої й походить назва села. До Радомишля — 20 км на схід, до найближчої залізничної станції, Тетерів — 30 км.

## Населення
У 1900 році проживало 213 осіб, з них 110 чоловіків та 103 жінки; дворів — 20, або 22 двори та 238 мешканців.
Станом на 1972 рік, кількість населення становила 282 осіб, дворів — 97.
Відповідно до результатів перепису населення СРСР, кількість населення, станом на 12 січня 1989 року, становила 145 осіб, станом на 5 грудня 2001 року, відповідно до перепису населення України, кількість мешканців села становила 114 осіб.

## Історія
Засноване в другій половині XVIII століття.
В кінці 19 століття — власницьке сільце Вишевицької волості Радомисльського повіту Київської губернії. Відстань до центру повіту, м. Радомисль, де розміщувалися найближчі поштово-телеграфна та поштова земська станції — 18 верст, до найближчої залізничної станції (Фастів) — 70 верст. Православна парафія — Чудин, за 8 верст. Була заселена виключно чиншовою шляхтою. Головне заняття мешканців — хліборобство. Землі — 298 десятин, з них 200 десятин належить поміщикам, 98 — селянам. Власність А. О. Злотницького, господарство вів управитель Вацлав Обух-Вощатиський. Селяни господарювали за трипільною системою. В селі були поміщицький млин та кузня.
У 1923 році увійшло до складу новоствореної Білківської сільської ради, котра, від 7 березня 1923 року, стала частиною новоутвореного Ставищенського району Малинської округи; адміністративний центр ради. 10 вересня 1924 року, в складі сільської ради, включене до Радомишльського району, 30 грудня 1962 року — Малинського району, 4 січня 1965 року — знову Радомишльського району Житомирської області.
В роки Другої світової війни на фронтах воювали 125 селян, з них 66 загинули, 80 нагороджені орденами й медалями. У 1957 році на їх честь споруджено пам'ятник.
В радянські часи в селі розміщувалися бригада колгоспу та лісництво, з 8 тисяч га лісу, були 8-річна школа, клуб, бібліотека, фельдшерсько-акушерський пункт.
1 червня 1985 року, відповідно до рішення Житомирського облвиконкому № 222 «Про деякі питання адміністративно-територіального устрою», Білківську сільську раду ліквідовано, село включене до складу Кримоцької сільської ради Радомишльського району.
16 травня 2017 року увійшло до складу новоствореної Радомишльської міської територіальної громади Радомишльського району Житомирської області. Від 19 липня 2020 року, разом з громадою, в складі новоствореного Житомирського району Житомирської області.